# Robert Guéï

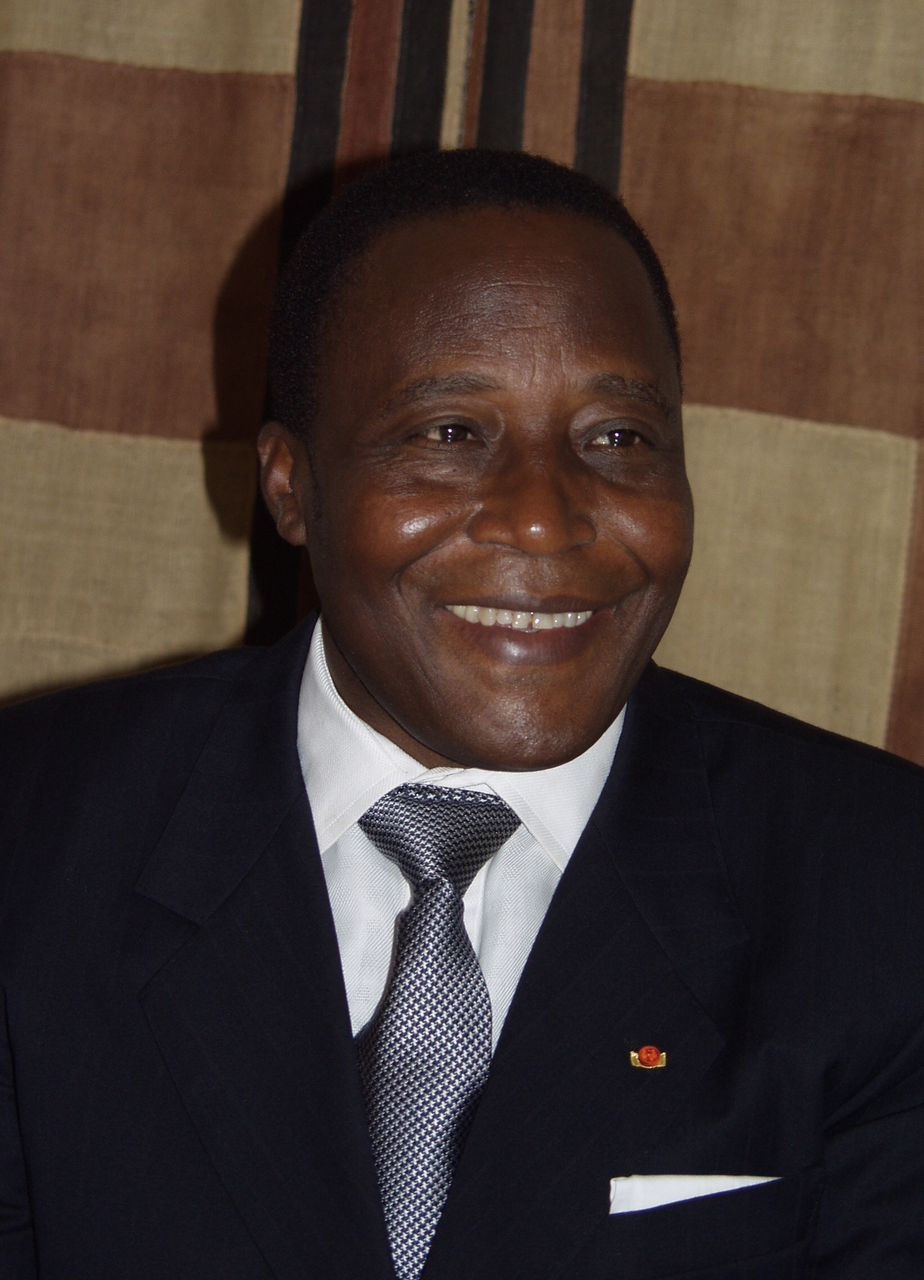
Robert Guéï

Robert Guéï (* 16. März 1941 in Kabakouma in der Region Man (Elfenbeinküste); † 19. September 2002 in Abidjan) war der militärische Führer der Elfenbeinküste vom 24. Dezember 1999 bis zum 26. Oktober 2000.

## Leben
Guéï wurde in Kabakouma, einem Dorf in der westlichen Region Man, als Mitglied des Yakouba-Stammes geboren. Er war ein Karrieresoldat: Unter der französischen Verwaltung wurde er in der Militärschule Ouagadougou und der Militärakademie Saint-Cyr ausgebildet. Er war ein großer Anhänger von Félix Houphouët-Boigny und wurde 1990 nach einer Meuterei Oberbefehlshaber der Armee. Nach dem Tod Houphouët-Boignys 1993 distanzierte sich Guéï vom neuen Machthaber Henri Konan Bédié. Guéïs Ablehnung seine Truppen zu mobilisieren, um eine politische Auseinandersetzung zwischen Bédié und dem Oppositionsführer Alassane Ouattara im Oktober 1995 zu lösen, führte zu seiner Entlassung. Er wurde dann Minister aber schon im August 1996 wieder abgesetzt und im Januar 1997 aus der Armee entlassen.
Bédié wurde am Heiligabend 1999 gestürzt. Obwohl der Putsch nicht von Guéï angeführt worden war, wurde der populäre General ermutigt, das Land bis zu den nächsten Wahlen anzuführen. Die Wahlen vom Oktober 2000 verlor er jedoch gegen Laurent Gbagbo von der Front Populaire Ivorien. Er weigerte sich aber das Ergebnis anzuerkennen und erst nach mehreren Protesten gab er die Macht an Gbagbo ab. Guéï floh nach Gouessesso, in der Nähe der liberianischen Grenze, behielt aber eine gewisse politische Bedeutung. Er wurde 2001 in das Versöhnungsforum mit einbezogen und stimmte zu, von undemokratischen Methoden Abstand zu nehmen.
Guéï überging die Übereinkommen des Forums im September 2002, wurde aber während eines Putschversuches getötet. Seine Frau und Innenminister Emile Boga Doudou kamen dabei ebenfalls um.
Sein ältester Sohn war der Zahnchirurg Franck Guéi, kurzzeitig Sportminister in der Regierung Aké N’Gbo.